# Жабрій звичайний
{{#ifeq:0|0|{{#if:|{{#if:Galeopsistetrahit|[[]}}|}}}}
Жабрій звичайний (Galeopsis tetrahit) — вид трав'янистих рослин родини глухокропивові (Lamiaceae), поширений у Європі й на південному заході Сибіру.

## Опис
Однорічна трав'яниста рослина 30–50(70) см заввишки. Стебла розгалужені, 4-куті, кути пурпурові й рясно волохаті, зазвичай верхня частина також з залозистими волосками, головка залозистих волосків червона. Листки розташовані навпроти, черешкові. Листова пластина яйцеподібна, кінчик часто довгий. Суцвіття нижньої частини з довгими щілинами, верхня частина щільніша, колосоподібна, утворена щільними пахвовими кільцями. Чашечка дзвоноподібна 5-лопатева, часточки жорсткі, гострі. Тичинок 4, з яких 2 короткі і 2 довгі. Віночок зигоморфний, світло-пурпурово-червоний, зрідка білий, 15–20 мм завдовжки, зрощений, довготрубковий, волосистий. Середня лопать нижньої губи без виїмки на кінці, з малюнком тільки біля основи. Плід — 4-дольний схизокарпій. Мерикарпії еліптичні, злегка сплющені, майже глянцеві, коричневі.

## Поширення
Вид поширений у Європі й на південному заході Сибіру; натуралізований в США, Канаді.
В Україні вид зростає в лісах, серед чагарників, на засмічених місцях — в Закарпатті, Правобережних лісових і лісостепових районах.

## Використання
У народній медицині використовують як відхаркувальний засіб для лікування захворювань дихальних шляхів. Настій трави призначають при кашлі, катарах бронхів і бронхіальній астмі. Також препарат вживають і при запалені сечовивідних шляхів. Зовнішньо рослину використовують для лікування панарицію та інших запальних захворюваннях шкіри.
Для приготування лікарських препаратів використовують зібрану під час цвітіння надземну частину рослини. Вона містить багато кремнієвої кислоти (до 10 %), дубильні (до 10 %), гіркі, смолисті та воскові речовини, ефірну олію та інші сполуки.
Рослина корисна і для бджільництва, її квіти багаті на нектар і пилок. Медова продуктивність рослини — 55-75 кг з 1 га заростей.

## Галерея

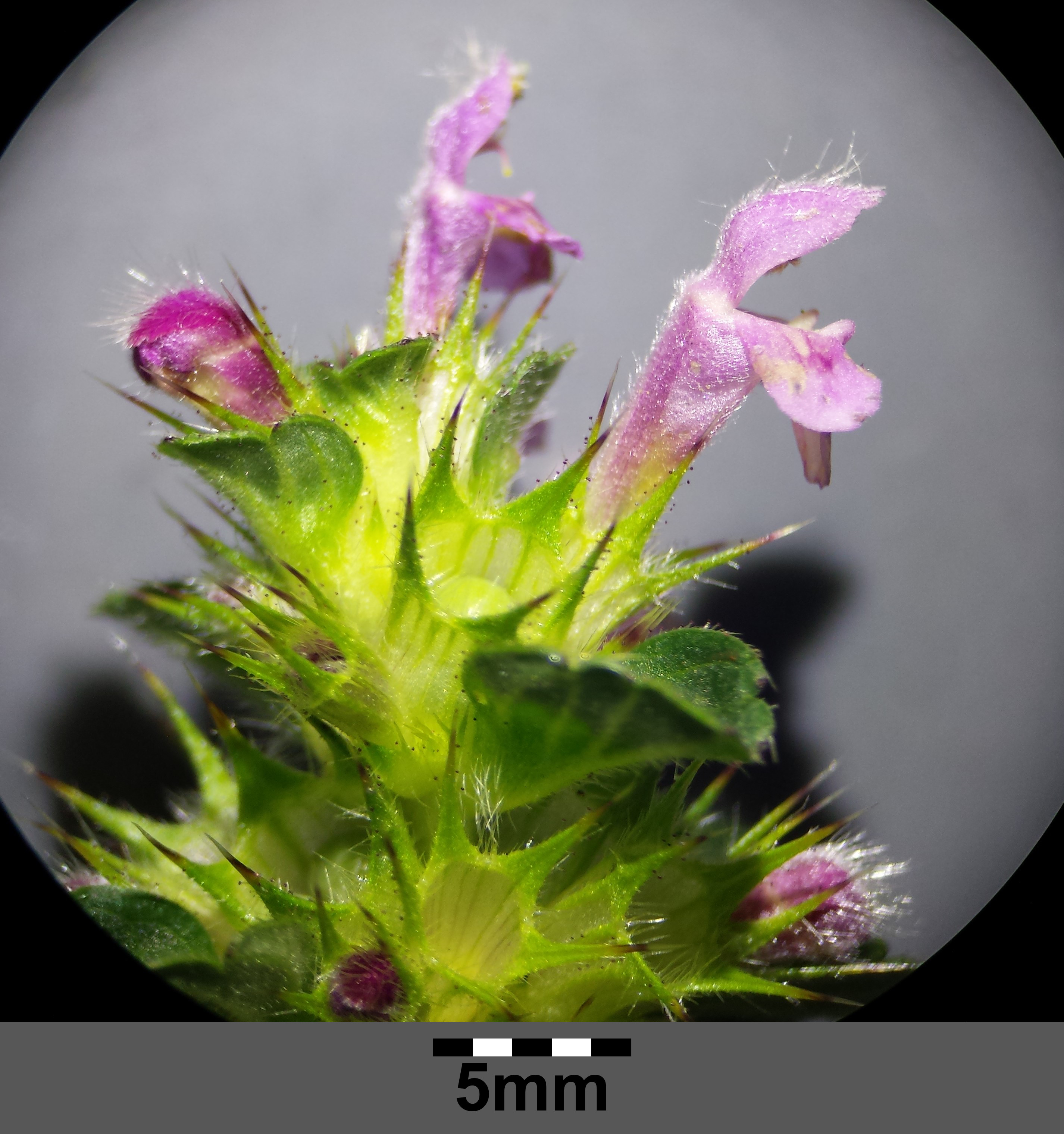
суцвіття
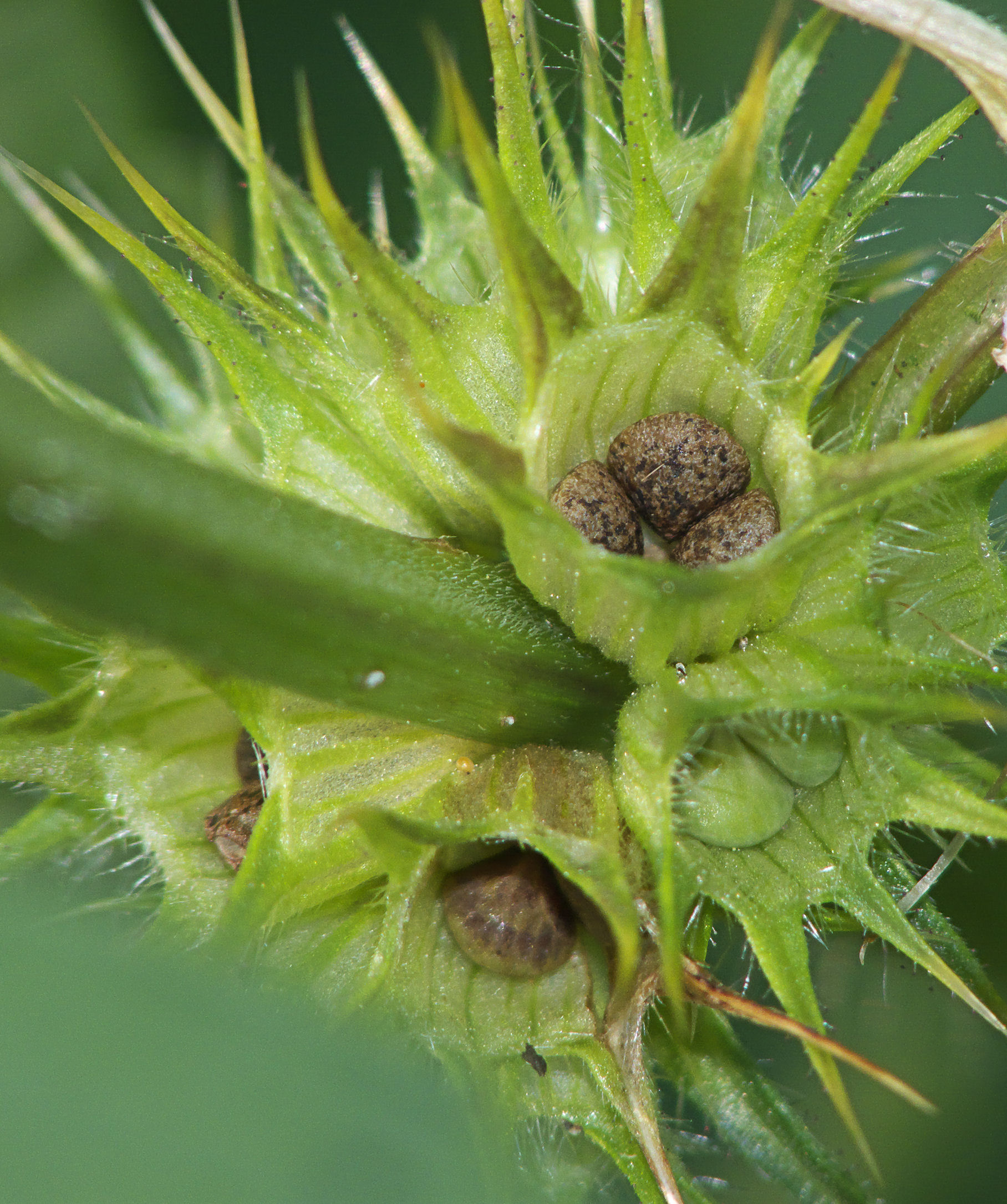
плоди